# 日本ソーシャルワーク教育学校連盟
一般社団法人日本ソーシャルワーク教育学校連盟（にほんそーしゃるわーくきょういくがっこうれんめい）は、日本の一般社団法人の一つで社会福祉士養成施設、精神保健福祉士養成施設、社会福祉教育を行っている学校によって結成されている。略称はソ教連、JASWE (Japanese Association for Social Work Education)。

## 沿革
- 平成29（2017）年4月1日に「日本社会福祉士養成校協会」を存続法人とし、「日本精神保健福祉士養成校協会」「日本社会福祉教育学校連盟」を吸収合併して誕生。

## 活動内容
社会福祉士、精神保健福祉士養成など関する様々な事業を行う。

## 加盟校
加盟校一覧